# Mabel Trunnelle
Mabel Trunnelle (Dwight, 8 novembre 1879 – Glendale, 29 aprile 1981) è stata un'attrice statunitense del cinema muto.
Nella sua carriera, che durò dal 1908 al 1923, girò oltre duecento film. Era sposata all'attore britannico Herbert Prior (1867-1954).

## Filmografia (parziale)
- A Woman's Way, regia di D.W. Griffith – cortometraggio (1908)
- Il principe e il povero (The Prince and the Pauper), regia di J. Searle Dawley – cortometraggio (1909)
- Nursing a Viper, regia di David W. Griffith – cortometraggio (1909)
- The Light That Came, regia di David W. Griffith – cortometraggio (1909)
- Two Women and a Man, regia di David W. Griffith – cortometraggio (1909)
- His First Valentine, regia di J. Searle Dawley – cortometraggio (1910)
- The Princess and the Peasant, regia di J. Searle Dawley – cortometraggio (1910)
- A Central American Romance, regia di J. Searle Dawley – cortometraggio (1910)
- A Wireless Romance – cortometraggio (1910)
- With Bridges Burned – cortometraggio (1910)
- An Unselfish Love, regia di J. Searle Dawley – cortometraggio (1910)
- The Little Station Agent – cortometraggio (1910)
- The Toymaker, the Doll and the Devil, regia di Edwin S. Porter – cortometraggio (1910)
- The Captain's Bride – cortometraggio (1910)
- Eldora, the Fruit Girl – cortometraggio (1910)
- In the Days of Chivalry, regia di J. Searle Dawley – cortometraggio (1911)
- With Interest to Date – cortometraggio (1911)
- The Doctor, regia di J. Searle Dawley – cortometraggio (1911)
- The Writing on the Blotter – cortometraggio (1911)
- All for the Love of a Lady – cortometraggio (1911)
- The Wedding Bell, regia di Oscar C. Apfel – cortometraggio (1911)
- Silver Threads Among the Gold, regia di Edwin S. Porter – cortometraggio (1911)
- The Haunted Sentinel Tower – cortometraggio (1911)
- The Quarrel on the Cliff – cortometraggio (1911)
- Van Bibber's Experiment, regia di Ashley Miller – cortometraggio (1911)
- How Willie Raised Tobacco – cortometraggio (1911)
- The Star Spangled Banner, regia di J. Searle Dawley – cortometraggio (1911)
- The Doomed Ship, regia di J. Searle Dawley – cortometraggio (1911)
- The Battle of Bunker Hill, regia di Oscar C. Apfel e J. Searle Dawley – cortometraggio (1911)
- The Venom of the Poppy – cortometraggio (1911)
- At Jones Ferry – cortometraggio (1911)
- Under the Tropical Sun, regia di J. Searle Dawley – cortometraggio (1911)
- The Lighthouse by the Sea, regia di Edwin S. Porter – cortometraggio (1911)
- The Sheriff, regia di J. Searle Dawley – cortometraggio (1911)
- The Sailor's Love Letter, regia di J. Searle Dawley – cortometraggio (1911)
- The Big Dam, regia di J. Searle Dawley – cortometraggio (1911)
- Mary's Masquerade, regia di Bannister Merwin – cortometraggio (1911)
- How Mrs. Murray Saved the American Army, regia di J. Searle Dawley – cortometraggio (1911)
- Three of a Kind, regia di J. Searle Dawley – cortometraggio (1911)
- A Modern Cinderella, regia di J. Searle Dawley – cortometraggio (1911)
- A Perilous Ride, regia di J. Searle Dawley – cortometraggio (1911)
- Pull for the Shore, Sailor! – cortometraggio (1911)
- Keeping Mabel Home – cortometraggio (1911)
- Buckskin Jack, the Earl of Glenmore, regia di J. Searle Dawley – cortometraggio (1911)
- The Sign of the Three Labels, regia di J. Searle Dawley – cortometraggio (1911)
- How Sir Andrew Lost His Vote, regia di Ashley Miller – cortometraggio (1911)
- The Actress – cortometraggio (1911)
- Will You Marry Me? – cortometraggio (1911)
- Gossip – cortometraggio (1912)
- His Fate's Rehearsal – cortometraggio (1912)
- Next, regia di George Loane Tucker – cortometraggio (1912)

- The Crime of Carelessness, regia di Harold M. Shaw – cortometraggio (1912)

- The Running Away of Doris, regia di Ashley Miller – cortometraggio (1913)
- An Unsullied Shield, regia di Charles Brabin – cortometraggio (1913)
- The Maid of Honor, regia di Charles Brabin – cortometraggio (1913)
- The Man He Might Have Been, regia di Ashley Miller – cortometraggio (1913)
- A Day That Is Dead, regia di Charles H. France – cortometraggio (1913)
- The Phantom Ship, regia di Harold M. Shaw – cortometraggio (1913)
- The Governess, regia di  Walter Edwin – cortometraggio (1913)
- The Doctor's Photograph, regia di Walter Edwin – cortometraggio (1913)
- The Ranch Owner's Love-Making, regia di Walter Edwin – cortometraggio (1913)
- Ann, regia di Walter Edwin – cortometraggio (1913)
- The Lost Deed, regia di George Lessey – cortometraggio (1913)
- Jan Vedder's Daughter, regia di George Lessey – cortometraggio (1913)
- The Unprofitable Boarder, regia di C. Jay Williams – cortometraggio (1913)
- The Duke's Dilemma, regia di Walter Edwin – cortometraggio (1913)
- Old Jim – cortometraggio (1913)
- Jones Goes Shopping, regia di C.J. Williams – cortometraggio (1913)
- The New Pupil, regia di George Lessey – cortometraggio (1913)
- The Man from the West – cortometraggio (1913)
- The Golden Wedding, regia di Herbert Prior – cortometraggio (1913)
- The Two Merchants, regia di Charles M. Seay – cortometraggio (1913)
- A Concerto for the Violin, regia di Charles Brabin – cortometraggio (1913)
- Othello in Jonesville, regia di Charles M. Seay – cortometraggio (1913)
- Two Little Kittens, regia di Charles M. Seay – cortometraggio (1913)
- Love's Old Sweet Song, regia di Charles H. France (1913)
- A Taste of His Own Medicine, regia di Charles M. Seay – cortometraggio (1913)
- The Story of the Bell, regia di Walter Edwin – cortometraggio (1913)
- The Red Old Hills of Georgia, regia di Charles M. Seay – cortometraggio (1913)
- Dolly Varden, regia di Richard Ridgely – cortometraggio (1913)

- Why Girls Leave Home, regia di C. Jay Williams – cortometraggio (1913)

- The Family's Honor, regia di Richard Ridgely – cortometraggio (1913)

- The Actress, regia di Ashley Miller – cortometraggio (1913)

- The Haunted Bedroom – cortometraggio (1913)

- The Girl in the Middy, regia di C.J. Williams – cortometraggio (1914)
- A Night at the Inn, regia di Richard Ridgely – cortometraggio (1914)
- The Message of the Sun Dial, regia di Richard Ridgely – cortometraggio (1914)
- The Mexican's Gratitude, regia di Richard Ridgely – cortometraggio (1914)
- The Message in the Rose, regia di Richard Ridgely – cortometraggio (1914)
- A Romance of the Everglades, regia di Charles H. France – cortometraggio (1914)
- His Comrade's Wife, regia di Richard Ridgely – cortometraggio (1914)
- The Southerners – cortometraggio (1914)
- The Two Vanrevels, regia di Richard Ridgely – cortometraggio (1914)
- The Voice of Silence, regia di Richard Ridgely – cortometraggio (1914)
- A Warning from the Past, regia di Richard Ridgely – cortometraggio (1914)
- A Modern Samson, regia di Preston Kendall – cortometraggio (1914)
- In the Shadow of Disgrace, regia di Richard Ridgely – cortometraggio (1914)
- Meg o' the Mountains – cortometraggio (1914)
- Across the Burning Trestle, regia di Richard Ridgely – cortometraggio (1914)
- Farmer Rodney's Daughter, regia di Richard Ridgely – cortometraggio (1914)
- A Tale of Old Tucson, regia di Richard Ridgely – cortometraggio (1914)
- The One Who Loved Him Best, regia di Richard Ridgely – cortometraggio (1914)
- In Lieu of Damages, regia di Richard Ridgely – cortometraggio (1914)
- The Blue Coyote Cherry Crop, regia di Ashley Miller – cortometraggio (1914)
- Greater Love Hath No Man, regia di Richard Ridgely – cortometraggio (1914)
- The Long Way, regia di Charles Brabin – cortometraggio (1914)
- Bootle's Baby, regia di Ashley Miller – cortometraggio (1914)
- The Lost Melody – cortometraggio (1914)
- A Question of Identity, regia di Charles Brabin – cortometraggio (1914)
- The Everlasting Triangle, regia di John H. Collins e Charles M. Seay – cortometraggio (1914)
- A Gypsy Madcap, regia di Richard Ridgely – cortometraggio (1914)
- The Girl of the Open Road – cortometraggio (1914)
- The Rose at the Door – cortometraggio (1914)
- The Vanishing of Olive, regia di Richard Ridgely – cortometraggio (1914)
- Olive Is Dismissed, regia di Richard Ridgely – cortometraggio (1914)
- The Lesson of the Flames, regia di Richard Ridgely – cortometraggio (1914)

- His Wife – cortometraggio (1914)

- Eugene Aram, regia di Richard Ridgely (1915)
- Shadows from the Past , regia di Richard Ridgely (1915)
- Ranson's Folly, regia di Richard Ridgley (1915)
- The Magic Skin, regia di Richard Ridgley (1915)
- The Destroying Angel , regia di Richard Ridgely (1916)
- The Heart of the Hills, regia di Richard Ridgely (1916)
- The Martyrdom of Philip Strong, regia di Richard Ridgely (1916)
- A Message to Garcia, regia di Richard Ridgely (1916)
- The Master Passion, regia di Richard Ridgely (1917)
- Where Love Is (1917)
- The Ghost of Old Morro, regia di Richard Ridgely (1917)
- The Grell Mystery, regia di Paul Scardon (1917)
- Power (1918)
- Singed Wings, regia di Penrhyn Stanlaws (1922)
- The Love Trap, regia di John Ince (1923)